# Val-en-Vignes
Val-en-Vignes es una comuna nueva francesa situada en el departamento de Deux-Sèvres, de la región de Nueva Aquitania.

## Historia
Fue creada el 1 de enero de 2017, en aplicación de una resolución del prefecto de Deux-Sèvres de 24 de noviembre de 2016 con la unión de las comunas de Bouillé-Saint-Paul, Cersay, Massais y Saint-Pierre-à-Champ, pasando a estar el ayuntamiento en la antigua comuna de Cersay.
Desde 1973 Saint-Pierre-à-Champ era una comuna asociada de la comuna de Cersay.

## Demografía
| Gráfica de evolución demográfica de Val-en-Vignes entre 1800 y 2013 |
|                                                                     |

Los datos entre 1800 y 2013 son el resultado de sumar los parciales de las cuatro comunas que forman la nueva comuna de Val-en-Vignes, cuyos datos se han cogido de 1800 a 1999, para las comunas de Bouillé-Saint-Paul, Cersay, Massais y Saint-Pierre-à-Champ de la página francesa EHESS/Cassini. Los demás datos se han cogido de la página del INSEE.

## Composición
| Comuna delegada      | Código INSEE | Población (2013) | Superficie (km²) | Densidad (hab./km²) |
| -------------------- | ------------ | ---------------- | ---------------- | ------------------- |
| Bouillé-Saint-Paul   | 79044        | 418              | 20.38            | 21                  |
| Cersay               | 79063        | 1011             | 36.78            | 27                  |
| Massais              | 79168        | 593              | 21.44            | 28                  |
| Saint-Pierre-à-Champ | 79063        | 0                | 0                | 0                   |